# Нікомед (математик)

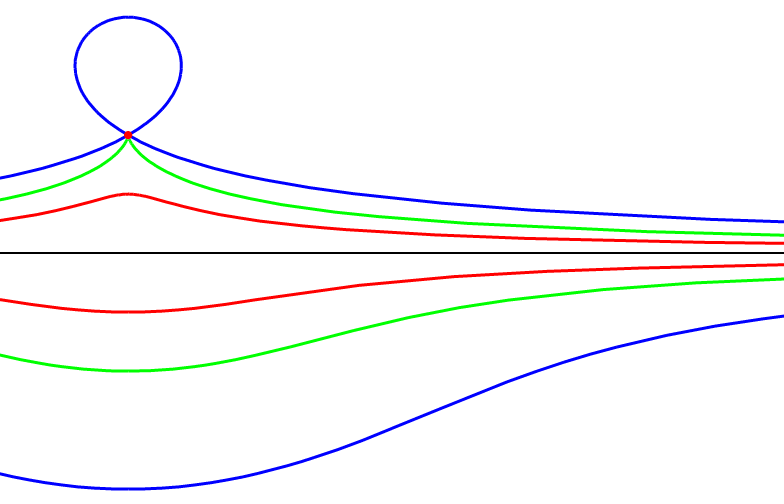
Сімейство конхоїд зі спільним центром.

Конхоїда Нікомеда, намальована апаратом, що була проілюстрована Евтокій Аскалонский у коментарях до праць Архімеда.

Нікомед (дав.-гр. Nικoμήδης; лат. Nicomedes; (бл. 280 — 210 до н. е.) — давньогрецький математик.

## Життя та праця
Майже нічого не відомо про життя Нікомеда, крім посилань у його роботах. Дослідження стверджують, що Нікомед народився, приблизно, у 280 році до н. е. та помер близько 210 року до н. е. Але ми знаємо, що він жив за часів Ератосфена або після, бо він критикував метод Ератосфена з подвоєння куба. Відомо також, що Аполлоній Перзький назвав створену їм криву, «сестрою конхоїди.» Це дає підставу вважати, що він назвав її вже після винайденої кривої Нікомеда. Отже, можна припустити, що Нікомед жив після Ератосфена та до Аполлонія Перзького.
Як і багато вчених з геометрії того часу, Нікомед намагався розв'язати проблеми подвоєння куба та трисекції кута, обидві проблеми, ми тепер розуміємо, неможливо вирішити за допомогою інструментів класичної геометрії. У ході своїх досліджень, Нікомед створив конхоїду Нікомеда; відкриття, що містилось в його відомій праці під назвою Про конхоїдні лінії. Нікомед винайшов три різні типи конхоїд, наразі невідомих. Папп Александрійський писав: «Нікомед розділив будь-який прямолінійний кут за допомогою конхоїдальних кривих, конструкції, порядок та властивості, яких він передав, будучи першовідкривачем їх своєрідного характеру.»
Нікомед також використовував квадратрису Гіппія Елідського для квадратури круга, тому що згідно з Паппом: «Для зведення в квадрат кола Діностратом, Нікомедом і деякими іншими, більш пізніми особами використовувалася певна крива, яка отримала свою назву від цієї властивості, оскільки вона називається квадратичною формою». Евтокій згадує, що Нікомед: «надмірно пишався своїм відкриттям цієї кривої, протиставляючи механізму Ератосфена для пошуку будь-якого числа середніх пропорцій, які він заперечував формально та довго на тій підставі, що це було непрактично та повністю поза духом геометрії.»

## Цитати та виноски
1. 1 2  Архів історії математики Мактьютор — 1994.
2. ↑  Chisholm, Hugh, ред. (1911). Conchoid . // Encyclopædia Britannica (англ.). Т. 6 (вид. 11-те). Cambridge University Press. с. 826—827.
3. 1 2 3  Heath (1921)